# 11361 Orbinskij
11361 Orbinskij este un asteroid din centura principală de asteroizi.

## Descriere
11361 Orbinskij este un asteroid din centura principală de asteroizi. A fost descoperit pe 28 februarie 1998 la Geisei de Tsutomu Seki. Asteroidul prezintă o orbită caracterizată de o semiaxă mare de 2,44 ua, o excentricitate de 0,19 și o înclinație de 6,1° în raport cu ecliptica.